# 제22회 부산독립영화제
제22회 부산독립영화제는 2020년 11월 19일에 열린 시상식이다.

## 수상 및 후보

### 대상
- 계절의 끝 - 이남영 수상

### 심사위원 특별상
- 빛과 철 - 배종대 수상
- 아이스 - 이성욱 수상

### 부산영화평론가협회상
- 아이스 - 이성욱 수상

### 관객심사단상
- 아이스 - 이성욱 수상

### 연기상
- 계절의 끝 - 백낙순 수상
- 계절의 끝 - 홍승이 수상

### 기술창의상
- 섬 - 김종한 수상

### 메이드 인 부산
- 미명 - 김대철
- 아이스 - 이성욱
- 그곳에 가면 - 주민경
- 도와줘! - 김지안
- 계절의 끝 - 이남영
- 추레라맨 - 전소영
- 빛과 철 - 배종대
- 희 - 홍해원
- 가화만사성 - 백승훈
- 물의 - 정진혁
- 섬 - 김종한

### 딥포커스
- 노가다 - 김미례
- 외박 - 김미례
- 산다 - 김미례
- 동아시아반일무장전선 - 김미례

### 로컬투로컬
- 잔칫날 - 김록경
- 여름날 - 오정석
- 모호한 욕망의 대상 - 김응수
- 보드랍게 - 박문칠
- 왜냐고 묻지 마세요 - 양근영
- 외숙모 - 김현정
- 뒤로 걷기 - 방성준

### 스펙트럼 부산
- 빈 곳에서 - 정성욱
- 낯익은 여름 - 박성림
- 사상 - 박배일

### 포럼: 계보와 위상, 그 부표들 사이에서
- 빈 곳에서 - 정성욱
- 낯익은 여름 - 박성림
- 섬 - 김종한
- 계절의 끝 - 이남영